# Miloš Titz
Miloš Titz (ur. 1 czerwca 1939 we Frydku-Mistku) – czeski polityk, chemik, nauczyciel akademicki, deputowany do Izby Poselskiej, poseł do Parlamentu Europejskiego V kadencji (2004).

## Życiorys
Absolwent VŠChT w Pardubicach (szkoły wyższej przekształconej później w wydział technologii chemicznej Uniwersytetu Pardubice). Zajął się działalnością naukową, doszedł do stanowiska docenta w katedrze fizyki na macierzystej uczelni. Specjalizował się w zagadnieniach z zakresu chemii fizycznej.
W okresie praskiej wiosny w 1968 działał w liberalnym Klubie Zaangażowanych Bezpartyjnych. W 1989 dołączył do Czeskiej Partii Socjaldemokratycznej. W latach 1996–2006 przez trzy kadencje zasiadał w niższej izbie czeskiego parlamentu. Był też radnym dzielnicy Pardubice II (2002–2006). Od 2003 pełnił funkcję obserwatora w Parlamencie Europejskim, od maja do lipca 2004 sprawował mandat eurodeputowanego V kadencji w ramach delegacji krajowej.